# Ювачон

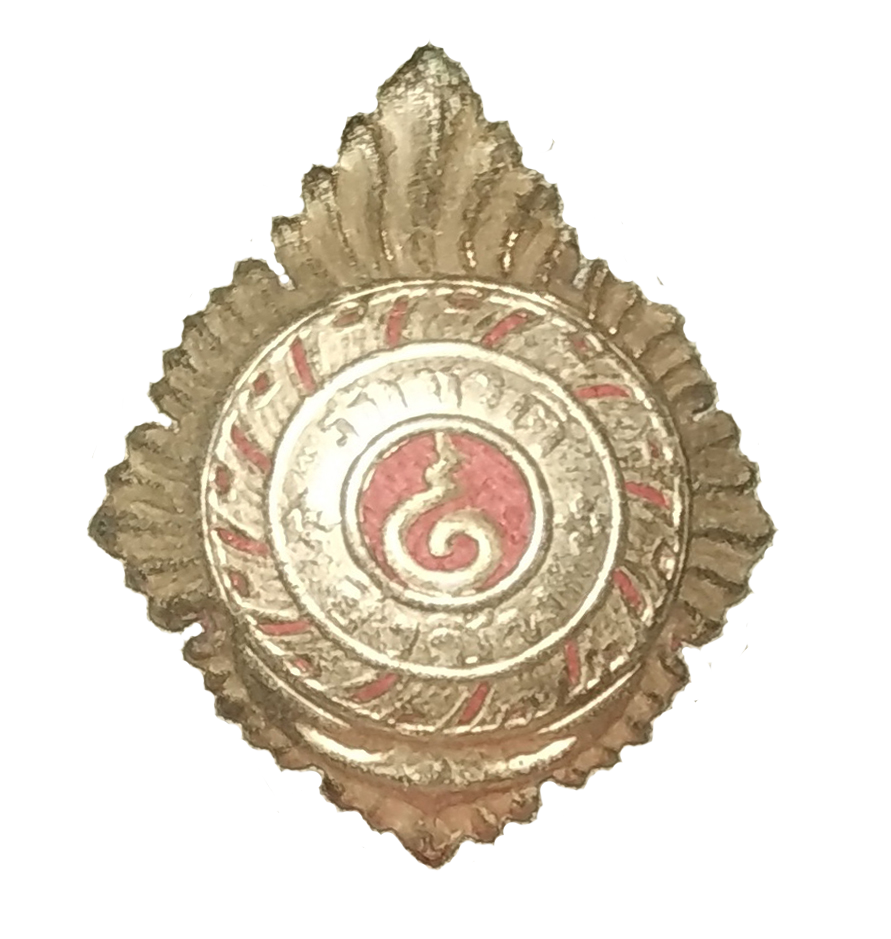
Эмблема, которую носили члены молодёжной организации «Ювачон»

Ювачон (тайск. ยุวชนทหาร) — военизированная организация парамилитари, созданная фельдмаршалом Пибуном Сонгкрамом в 1934 году.

## Предпосылки создания «Ювачон»
В результате государственного переворота 1932 года, организованного Народной партией Сиама (Кхана Ратсадон), в Сиаме произошла смена формы правления с абсолютной монархии на конституционную. Было сформировано первое правительство, издана первая Конституция Таиланда. В 1932—1935 гг. шёл процесс установления новых институтов власти. После Мирового экономического кризиса (Великая депрессия) и революции 1932 года Сиам переживал кризисное время. Страна находилась в новых политических и экономических условиях. Экономическая программа нового правительства едва могла облегчить положение народных масс. По этой причине в первые годы после революции в Королевстве Сиам развернулось крестьянское и рабочее движения. Демонстрации и забастовки рабочих и крестьян являлись угрозой для нового режима. Новое правительство понимало, что народу необходима твёрдая власть: была введена цензура, в стране действовал антикоммунистический закон, главной силой подавления народных масс была выбрана армия. Кроме того, в стране пропагандировались милитаристские идеи для сплочения тайских граждан и усиления централизации власти. В этот период правительство занимается усилением армии, а также созданием пропагандистских организаций.
В сентябре 1934 года заместитель министра обороны Пибун Сонгкрам создал военизированную молодёжную организацию парамилитари полуфашистского типа. Эта организация получила название «Ювачон» и занималась военной пропагандой.

## Деятельность организации
Члены организации Ювачон проходили специальное военное обучение по программе подготовки воинов офицерского корпуса. В порядке обмена опытом несколько подразделений Ювачон проходили тренинги в США, Великобритании, а в 1935 году — в нацистской Германии, после чего Ювачон приобрела организационное и внешнее сходство, ритуалы как у гитлер-югенда.
В начале Второй мировой войны (1939—1945) отряд организации Ювачон был отправлен на фронт для борьбы с войсками Японской империи, которая оккупировала территорию Королевства Таиланд 8 декабря 1941 года. В конце Второй мировой войны солдатские отряды Ювачон были расформированы. Тем не менее, уже в 1948 году генерал Луанг Чатнакроп основал новые военизированные отряды студентов, которые должны были следить за порядком на территории страны и защищать её границы.
Позднее, в годы диктатуры Сарита Танарата, подобных военизированных организаций стало много. Только в 80-х гг. XX века в период премьерства Према Тинсуланона (1980—1988) военизированные организации были распущены, оружие в пользовании гражданского населения было запрещено, произошло замещение скаутскими организациями. Однако ритуалы сохранились до сих пор — раз в год смотры-парады скаутских организаций проходят под председательством короля Таиланда Рамы X Вачиралонгкорна.